# Szandra Szalay
Szandra Szalay (30 de julio de 1989) es una deportista húngara que compitió en acuatlón. Ganó una medalla de plata  en el Campeonato Mundial de Acuatlón de 2010.

## Palmarés internacional
| Campeonato Mundial | Campeonato Mundial | Campeonato Mundial | Campeonato Mundial |
| Año                | Lugar              | Medalla            | Prueba             |
| ------------------ | ------------------ | ------------------ | ------------------ |
| 2010               | Budapest (Hungría) | Medalla de plata   | Individual         |